# تيموثي ديفيس (سياسي)
تيموثي ديفيس (بالإنجليزية: Timothy Davis)‏ هو سياسي أمريكي، ولد في 12 أبريل 1821 في غلوستر في الولايات المتحدة، وتوفي في 23 أكتوبر 1888 في بوسطن في الولايات المتحدة. حزبياً، نشط في الحزب الجمهوري. وقد انتخب عضو مجلس نواب ماساتشوستس وانتخب عضو مجلس النواب الأمريكي.